# 小行星6182
小行星6182（英語：6182 Katygord）是一颗围绕太阳公转的小行星。1987年9月21日，愛德華·鮑威爾在可可尼诺县发现了此天体。
这颗小行星的绝对星等为72.68743908844955等。